# Irakli Tsereteli
Irakli Tsérétéli(en géorgien : ირაკლი წერეთელი), né le 20 novembre 1881 à Koutaïssi en Géorgie (à l'époque dans l'Empire russe) et mort le 20 mai 1959, est un homme politique russe, transcaucasien, et géorgien, membre du Parti ouvrier social-démocrate de tendance menchévique, exilé en France, puis aux États-Unis, à la suite de l'invasion de son pays par l'Armée rouge.
Il fut ministre du Gouvernement provisoire russe de Petrograd, ministre de la République démocratique de Géorgie et vice-président de la délégation géorgienne à la Conférence de la paix de Paris.

## Biographie

### La jeunesse
Après ses études au lycée de Tiflis, il étudie le droit à l'Université de Moscou de 1900 à 1902. Pris dans une manifestation estudiantine, il est déporté une première fois en Sibérie. 
Après son retour, il se rapproche du Parti ouvrier social-démocrate de Russie et rejoint en 1903 la tendance menchevique dont il devient l'un des leaders : il assure l'éditorial du journal Kvali.
Pour échapper à une nouvelle déportation, il s'exile en Allemagne et en revient lors de la Révolution russe de 1905.

### Homme d'État russe
En mars 1907, il est élu député social-démocrate à la IIe Douma d'État de l'Empire russe accordée par l'empereur Nicolas II, mais bientôt dissoute : il s'y est affirmé comme l'un des chefs de l'opposition et est condamné à la déportation en Sibérie, pour la seconde fois. 
La révolution de Février 1917, le surprend à Irkoutsk, où il est élu président du soviet local, avant de rejoindre Petrograd. 
Aux côtés de Nicolas Tcheidze, il œuvre au sein du Comité exécutif du Soviet de Petrograd (qui deviendra le Soviet des soviets de toutes les Russies) afin de soutenir le  Gouvernement provisoire et de contenir la pression bolchévique. Le 12 mars, il participe à l'accueil de Lénine, lui enjoignant dans son discours de respecter la légalité. 
De avril 1917, il est ministre des Postes et Télégraphes du Gouvernement provisoire dans la coalition chapeautée par le prince Gueorgui Lvov. Le 4 juillet, à la suite de la démission de Lvov, il est nommé ministre de l'Intérieur par le nouveau chef du gouvernement Alexander Kerensky. Mais il ne participe pas à la coalition formée par Kerensky le 25 avril.
En janvier 1918, après l’arrivée au pouvoir des bolcheviks, Lénine ordonne de l’arrêter : il prononce néanmoins un discours devant le Soviet dénonçant l'ajournement de la première réunion de l'Assemblée constituante russe (élue démocratiquement en novembre 1917, à majorité défavorable aux bolcheviks et qui ne sera jamais réunie) : il réussit à s'échapper grâce à de multiples complicités.

### Homme d'État géorgien
En mai 1918, de retour à Tiflis, l'honneur lui revient de tenir le discours de retrait de la Géorgie de la République démocratique fédérative de Transcaucasie devant les représentants arméniens, azerbaïdjanais et géorgiens de l'Assemblée parlementaire provisoire transcaucasienne, dite Sejm transcaucasienne.     
En janvier 1919, il est nommé vice-président de la délégation géorgienne à la Conférence de la Paix de Paris, aux côtés de Nicolas Tcheidze, et traite à ce titre avec les représentants de Georges Clemenceau, David Lloyd George, Vittorio Orlando et Woodrow Wilson. 
En février 1919, il est nommé ministre plénipotentiaire du 3e gouvernement homogène social-démocrate de la République démocratique de Géorgie.
En mars 1921, devant l'invasion militaire du territoire géorgien par la Russie soviétique, il se réfugie à Constantinople, puis en France, avec la quasi-totalité des dirigeants politiques de son pays.

### Exilé en France
En 1924, avec Nicolas Tcheidze, d'autres anciens ministres (comme Noé Tsintsadzé) et anciens députés (comme David Charachidzé), il déconseille l'organisation à distance d'une insurrection nationale en Géorgie, estimant que la police politique soviétique (la Tchéka) et les forces militaires soviétiques (l'Armée rouge) sont trop bien implantées : cette tendance politique -qui se nomme elle-même Oppozitsia- est mise en minorité au sein du Parti ouvrier social-démocrate géorgien en exil. L'insurrection est déclenchée en août : elle se solde par un échec, entre 7 000 et 10 000 exécutions sommaires, des dizaines de milliers de déportés et l'éradication du Parti ouvrier social-démocrate géorgien en Géorgie. 
Il restera membre du bureau exécutif de la IIe internationale socialiste jusqu'en 1939.

### Exilé aux États-Unis
En 1948, en pleine guerre froide, il décide de partir pour les États-Unis, où une université américaine lui propose de mener des travaux historiques. Il y meurt en 1959, mais selon ses dernières volontés, ses cendres sont inhumées au carré géorgien du cimetière de Leuville-sur-Orge, en France.

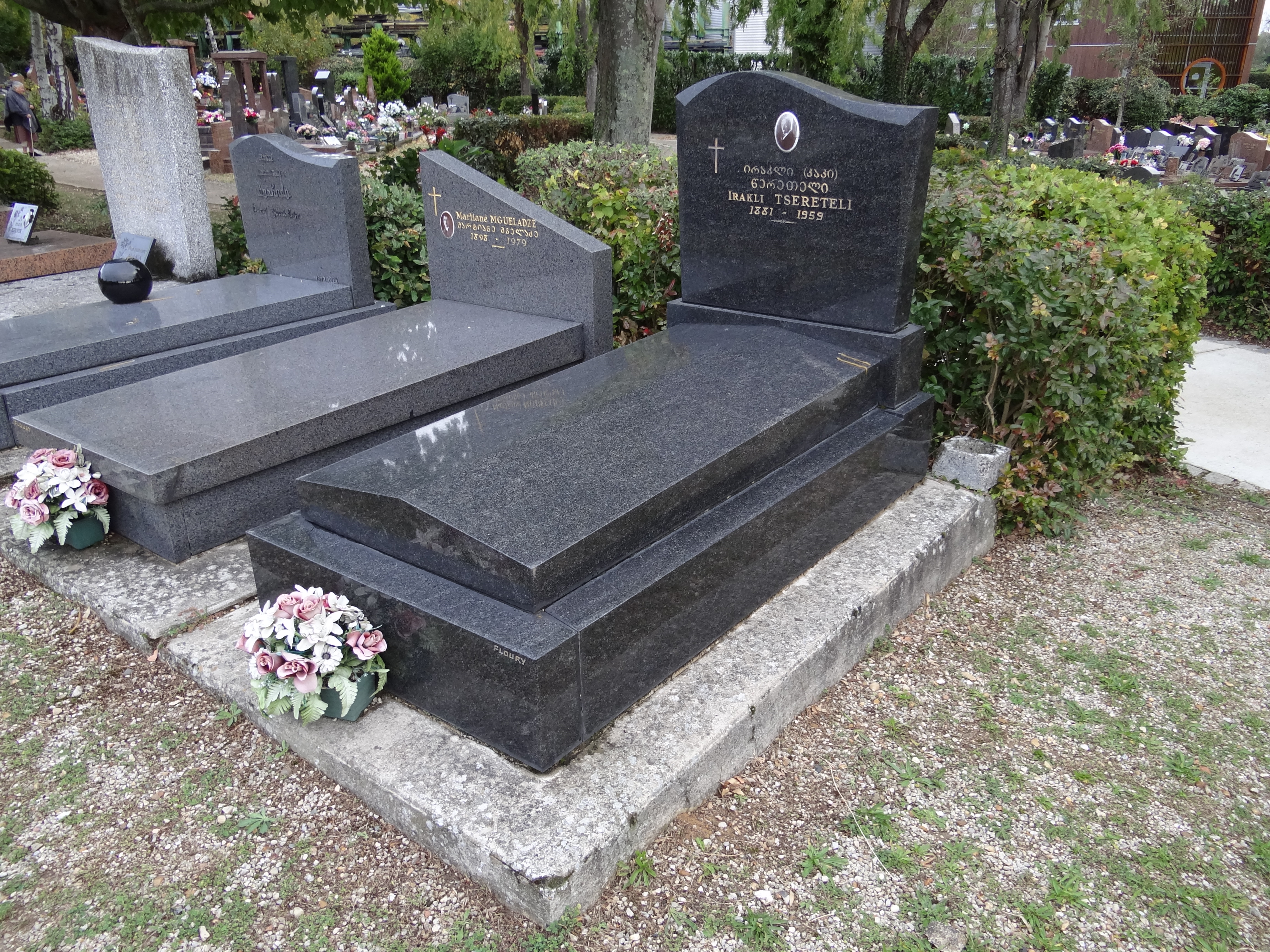
La tombe d'Irakli Tsereteli au cimetière de Leuville-sur-Orge (Essonne).

### L'homme
Né dans une famille aristocratique pour laquelle le savoir était la première valeur, orateur hors pair, Irakli Tsérétéli fut souvent désigné pour formuler les discours les plus difficiles à la Douma russe au titre de l'opposition, au Soviet de Petrograd lors de l'accueil de Lénine (dont il était craint), à la Sejm transcaucasienne lors du retrait de la Géorgie, à la IIe internationale socialiste pour défendre les positions d'une Géorgie hors territoire : sa maîtrise de la langue russe et sa rhétorique ont marqué les observateurs étrangers de cette époque (diplomates, journalistes et hommes politiques). Paul Maslov, un socialiste russe théoricien de la question agraire le qualifie ainsi en mai 1917 :"Irakli Tsérétéli est comme toujours intervenu aujourd'hui avec beaucoup de succès. C'est la personnalité la plus brillante de la Russie contemporaine ". 
Qualifié par certains de « socialiste de droite » (s'opposant résolument aux thèses bolchéviques de dictature du prolétariat depuis 1903, prenant parti pour la poursuite de la guerre contre l'Empire allemand en février 1917 et n'hésitant pas à participer au gouvernement provisoire russe aux côtés de libéraux et de progressistes -qui plus est au poste de ministre de l'Intérieur- en mai 1917), qualifié par d'autres de "socialiste de gauche" (partisan du suffrage universel étendu aux étrangers résidant sur le territoire, internationaliste -s'opposant aux nationalismes et appelant à l'organisation de la communauté internationale-, opposant à la Russie tsariste, mais ne confondant pas cette opposition avec une opposition à la Russie, persuadé que la démocratie ne progresserait en Géorgie que si elle progressait dans les pays voisins -petits et grands- et défavorable à toute exploitation d'intérêt commun avec le national-socialisme allemand), Irakli Tsérétéli resta de 1918 à 1959 minoritaire au sein du Parti ouvrier social-démocrate géorgien - notamment aux côtés de Nicolas Tchkhéidzé jusqu'en 1926 -, même s'il accepta certaines fonctions officielles.